# Nationalkonservatism
Nationalkonservatism betecknar politiska och sociala rörelser inom konservatism som förespråkar en självständig nationalstat. Nationalkonservatismen avvisar europeisk integration och förespråkar bevarandet av nationalstaten och dess kulturella identitet.
Nationalkonservativa partier favoriserar vanligen social stabilitet, och traditionella sociala, etiska och religiösa värden. Dess anhängare i Europa är ofta socialkonservativa som förespråkar en restriktiv invandring samt är skeptiska till EU.

## Ideologi
Nationalkonservativa partier tenderar att vara socialkonservativa i den mening att de stödjer den traditionella kärnfamiljen och social stabilitet. Många nationalkonservativa förespråkar en mycket begränsad invandring.
Enligt U. C. Mandal kan nationalkonservatismen förutom de gemensamma ståndpunkterna i sociala frågorna anta en stor vidd av politiska ställningstaganden inom den ekonomiska sfären. Skillnaderna mellan länder kan skifta från att förespråka planekonomi, blandekonomi till laissez-faire. Nationalkonservativa kan skiljas från ekonomiskt konservativa i synen på ekonomin. I det senare fallet är marknadsekonomi, avregleringar och konservativ finanspolitik det centrala. De flesta högerpartier har de ekonomiskt konservativas politik som centrala, vilket inneburit att socialkonservativa, kulturkonservativa och nationalkonservativa strömningar marginaliserats.

## Nationalistisk konservatism
Termen kan också syfta på den idérörelse under 1800-talet som förespråkade en nationalistisk konservatism i kontrast till exempelvis Klemens von Metternich mera kosmopolitiska konservatism. Nationalkonservatismen hade sin storhetstid under mellankrigstiden. Det fanns ett starkt stöd för nationalkonservatismen även före första världskriget men denna hölls bland annat tillbaka av konservativa i det mångetniska Österrike-Ungern. Bland ledande nationalkonservativa filosofer återfinns G.W.F. Hegel, Charles Maurras och Yoram Hazony.

## Nationalkonservativa partier
- Armenien — Armeniens republikanska parti[6][7]
- Danmark — Dansk Folkeparti[8], Nya Borgerliga
- Estland — Isamaa[9]
- Finland — Sannfinländarna[10][11]
- Frankrike — Mouvement pour la France[12][13]
- Grekland — Oberoende greker,[14] Folklig ortodox samling[15]
- Lettland —  Nationella alliansen[16][17]
- Litauen — Ordning och rättvisa[18][19]
- Panama — Panamas parti (Partido Panameñista)
- Polen — Lag och rättvisa[20][21]
- Serbien — Serbiens demokratiska parti,[22] Nya Serbien[23][24], Serbiens progressiva parti
- Schweiz — Schweiziska folkpartiet[25][26][27]
- Slovakien — Folkpartiet – Rörelsen för ett demokratiskt Slovakien[28][29]
- Storbritannien — Democratic Unionist Party,[30] Traditional Unionist Voice,[30] United Kingdom Independence Party
- Sverige — Sverigedemokraterna[31], Alternativ för Sverige
- Tyskland — Alternative für Deutschland[32]
- Ungern — Fidesz - Ungerska medborgarunionen[33][34]
- Österrike — Freiheitliche Partei Österreichs[35]